# Gabriel Bougrain
Gabriel-Marie-Joseph Bougrain, francoski general, * 1882, † 1966.